# Distretto di Ollombo
Ollombo è un distretto della Repubblica del Congo, che fa parte del dipartimento degli Altopiani. È composto dal centro abitato omonimo e dall'area rurale circostante.